# 大路乡 (通山县)
大路乡，是中华人民共和国湖北省咸寧市通山县下辖的一个乡镇级行政单位。

## 行政区划
大路乡下辖以下地区：
大路社区、寺下村、余长畈村、塘下村、犀港村、吴田村、石壁下村、洞口罗村、界水岭村、龙岭村、山口村、宾兴会村、焦夏村、杨狮坑村、坳上焦村、神堂村、东坑村、新桥村、石圳村和下朗村。